# Holz-Berufsgenossenschaft

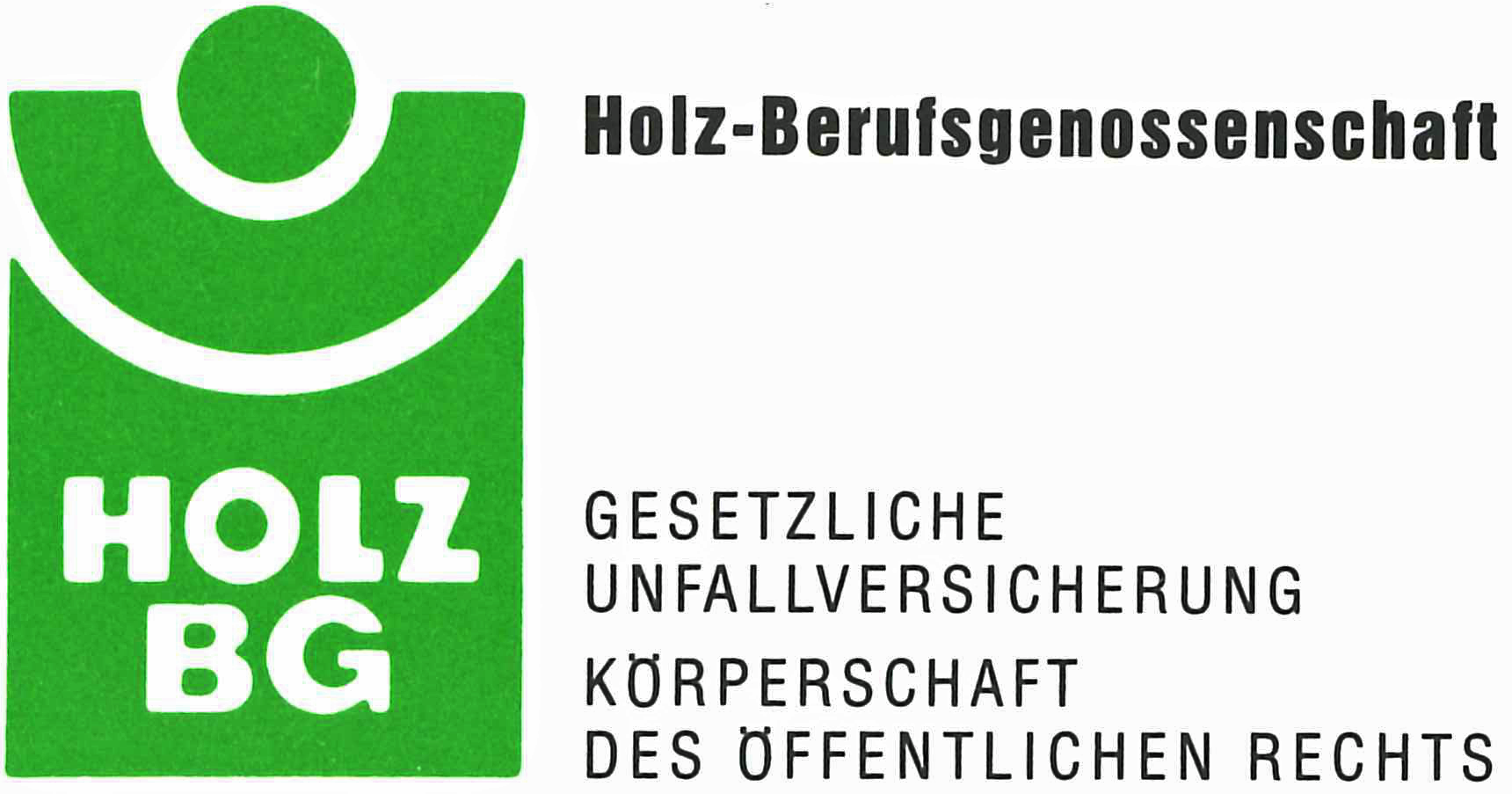
Logo der Holz-BG 1990

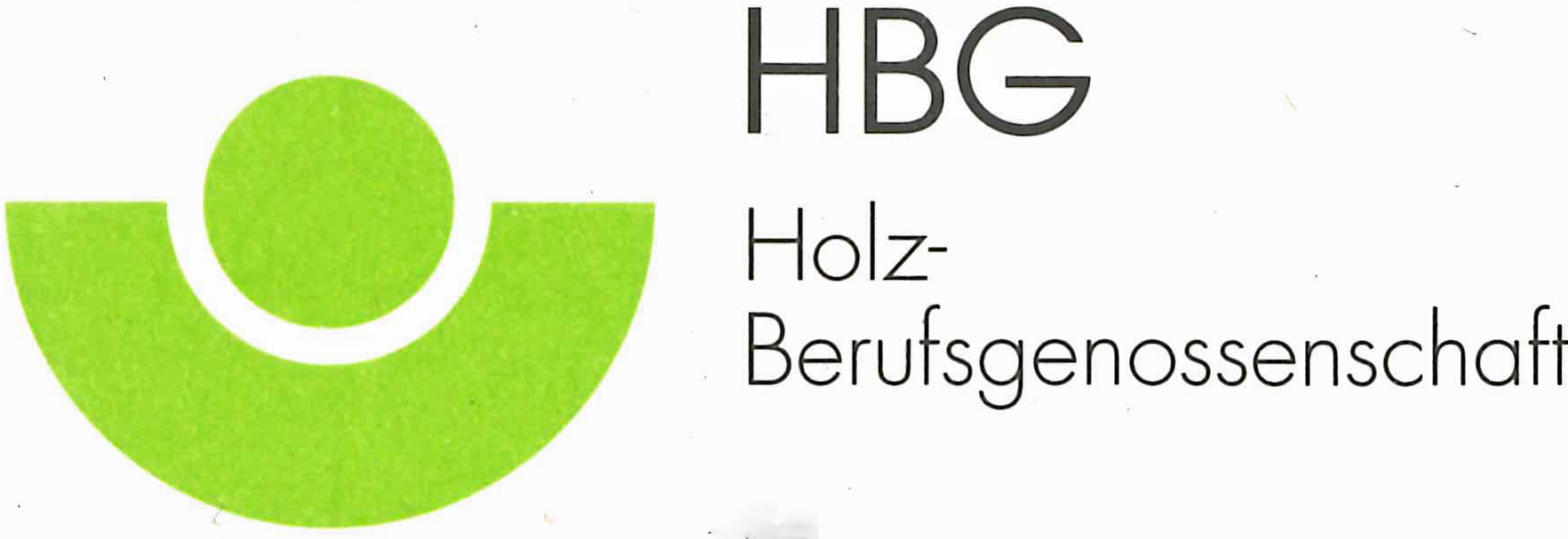
Logo der Holz-BG 1996

Die Holz-Berufsgenossenschaft (HBG) war eine gewerbliche Berufsgenossenschaft in Deutschland und somit Träger der gesetzlichen Unfallversicherung. 
Sie hatte ihren Sitz in München und war bundesweit zuständig für die Unternehmen der Holzbe- und -verarbeitung, -gewinnung und -zurichtung sowie der Be- und Verarbeitung von Kunststoffen und Schnitzstoffen. Sie betreute rund 51.500 Unternehmen mit 490.000 Versicherten. Im Rahmen ihrer Tätigkeit bot die Berufsgenossenschaft auch arbeitsschutzrelevante Aus- und Fortbildungen an.
Zum 1. Januar 2011 fusionierte die HBG mit der Hütten- und Walzwerks-Berufsgenossenschaft, der Berufsgenossenschaft Metall Nord Süd und der Maschinenbau- und Metall-Berufsgenossenschaft zur Berufsgenossenschaft Holz und Metall (BGHM).